# Moniecki
Moniecki là một huyện thuộc tỉnh Podlaskie của Ba Lan. Huyện có diện tích 1382 km². Đến ngày 1 tháng 1 năm 2011, dân số của huyện là 41991 người và mật độ 30 người/km².